# Charrua (navio)

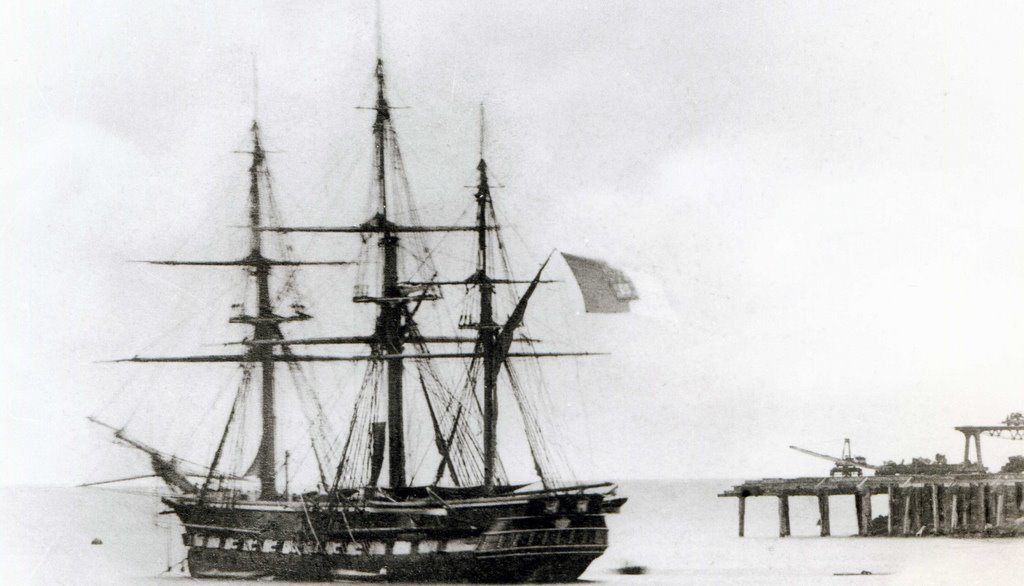
A fragata Dom Fernando II e Glória, por exemplo, foi utilizada como charrua na maior parte de sua carreira

Charrua é um termo náutico português da era dos navios à vela, inicialmente utilizado para designar qualquer fragata ou nau detida pelo Estado e empregue como navio de transporte, com guarnição e armamento reduzido, análogo à expressão francesa en flûte.

## Pormenores
Uma charrua tinha grandes conveses e espaço para acomodação e em termos navais não se distinguia de uma nau de três mastros. Tinha grande porão, e era destinado ao transporte de tropas, víveres, munições, etc. Na primeira metade do século XIX a expressão passou a designar qualquer navio empregue como navio de passageiros.